# シルバー (アニメ制作会社)
有限会社シルバー（英: Silver Co., Ltd）は、日本のアニメ制作会社。

## 歴史
サンライズ、スタジオディーンで制作進行やサイレンスにて各種業務で活躍してきた井田和行が、1999年に離反して2001年2月に設立（離反に至る経緯は、サイレンス (ゲーム会社)#社歴を参照）。スタッフには、井田に賛同して共にサイレンスから離反した一部の者が名を連ねている。
設立当初はサイレンス時代と同じくアニメーションを多用したアダルトゲームの開発事業を主（ただし、発売は全て他社に委託）とするソフトハウスであり、1999年12月17日発売のデビュー作『Anxious 〜悠久のメモリー〜』（サイレンスから離反した直後のスタッフがシルバーを設立する直前に開発を担当したため、実質上のデビュー作に当たる）以降も様々な作品を開発していたが、自社開発に関しては2002年12月6日発売の『あうあう』をもって休止した。
それ以降はアダルトゲームに関する記述を公式サイトから抹消し、リニューアル後は他社に協力する形で各種アニメーションの制作へ注力するようになった。2004年にはアニメーション制作元請への進出を果たし、OVA『アカネマニアックス』を担当している。
「シルバー」、「st.シルバー」、「スタジオシルバー」などとクレジットされる場合が多い。

## 作品履歴

### テレビアニメ
| 開始年 | 放送期間    | タイトル                          | 監督       | 原作 | 共同制作             |
| ------ | ----------- | --------------------------------- | ---------- | ---- | -------------------- |
| 2019年 | 4月 - 6月   | ぼくたちは勉強ができない          | 岩崎良明   | 漫画 | アルボアニメーション |
| 2019年 | 10月 - 12月 | ぼくたちは勉強ができない!         | 岩崎良明   | 漫画 | アルボアニメーション |
| 2023年 | 10月 - 12月 | 16bitセンセーション ANOTHER LAYER | 佐久間貴史 | 漫画 |                      |

### OVA
| 発売年 | タイトル                                  | 監督     | 原作   | 備考 |
| ------ | ----------------------------------------- | -------- | ------ | ---- |
| 2004年 | アカネマニアックス                        | 渡邊哲哉 | ゲーム |      |
| 2011年 | 俺は彼女を信じてる!                       | N/A      | ゲーム | 18禁 |
| 2014年 | アイドル☆シスターOAD                      | N/A      | 漫画   | 18禁 |
| 2017年 | キメ恋！ 高嶺の華と幼なじみがキマった理由 | N/A      | 小説   | 18禁 |

### アダルトゲーム
括弧内は発売元。

#### 開発全般
- Anxious 〜悠久のメモリー〜 (Crime)
- 花譜 -この調べが君に届きますように- (AniSeed)
- 重装皇女メタルプリンセス (AniSeed)
- ガンシスター (AniSeed)
- 奏 -カナデ- (Purple)
- 天使達の午後 SEASON 2001 (Purple)
- はっぴ〜ぶり〜でぃんぐ (Purple software)
- そこに海があって（ミラージュ）
- あうあう (Check-Point)

#### 背景のみ
- 何処へ行くの、あの日 (MOONSTONE)
- 夜明け前より瑠璃色な（オーガスト）
- FORTUNE ARTERIAL（オーガスト）
- 死神の接吻は別離の味（ALcotシトラス）
- リアル妹がいる大泉くんのばあい（ALcotハニカム）

#### アニメーション制作
- 夏色小町 (Purple software)
- まじぷり -Wonder Cradle- (Purple software)
- マブラヴ（アージュ）
- マブラヴ オルタネイティヴ（アージュ）
- あると (Purple software)
- 装甲悪鬼村正（ニトロプラス）
- SISTERS 〜夏の最後の日〜（ジェリーフィッシュ）

### 制作協力
テレビアニメ
- 君が望む永遠：プロデュース
- 魔法少女リリカルなのはシリーズ：アニメーション制作協力
- DOG DAYS：アニメーション制作協力
- ローリング☆ガールズ：アニメーション制作協力
- 終わりのセラフ：アニメーション制作協力
- 紅殻のパンドラ：アニメーション制作協力
- ガーリッシュナンバー：アニメーション制作協力
- レガリア The Three Sacred Stars：アニメーション制作協力
- 終末のイゼッタ：アニメーション制作協力
- アークナイツ【黎明前奏/PRELUDE TO DAWN】：アニメーション制作協力
- ブルーアーカイブ The Animation：9話制作協力

劇場アニメ
- 魔法少女リリカルなのは The MOVIE 1st

一般ゲーム
- カンブリアンQTS：SD動画、仕上げ協力
- アンジェリーク エトワール：SDキャラ協力
- 汝子校戰艦シンフォニア：協力

## 関連人物
- 井田和行
- 伊藤浩
- 奥田泰弘
- 佐々木政勝
- 松竹徳幸
- 守岡英行
- 山本浩憲
- 吉成鋼
- 伊集院いづろ
- 小堤悠香